# Mory Sidibé
Mory Sidibé (ur. 16 lipca 1987 w Noisy-le-Grand) – francuski siatkarz, reprezentant kraju, występujący na pozycji atakującego. Od sezonu 2017/2018 występuje w drużynie Omonia Nikozja.

## Sukcesy klubowe
Mistrzostwo Francji:
- 2007, 2008

Mistrzostwo Belgii:
- 2011

Puchar Słowenii:
- 2013

MEVZA:
- 2013

Mistrzostwo Słowenii:
- 2013

Superpuchar Francji:
- 2013

## Sukcesy reprezentacyjne
Mistrzostwa Europy Kadetów:
- 2005

Mistrzostwa Europy Juniorów:
- 2006

Liga Światowa:
- 2015

Memoriał Huberta Jerzego Wagnera:
- 2015

Mistrzostwa Europy:
- 2015

## Nagrody indywidualne
- 2006 - Najlepszy punktujący Mistrzostw Europy Juniorów